# Seokguram
Seokguram (hangul: 석굴암; hanja: 石窟庵; što znači "Špilja kamenog Bude") je eremitorij i dio korejskog budističkog hrama Bulguksa, koji se nalazi nekoliko kilometara zapadnije. Seokguram se nalazi u podnožju planine Tohamsan, na visini od 750 m, 4 km istočno od središta grada Gyeongjua, u južnokorejskoj provinciji Sjeverni Gyeongsang. Izgrađen 751. godine, Seokguram se smatra remek-djelom zlatnog doba budističke umjetnosti države Sila, ponajprije po monumentalnoj kamenoj skulpturi Bude u položaju bhumisparsha mudra. Buda je okružen izvanredno realističkim prikazima Budinih učenika, drugih božanstava i bodisatvi u visokom i bareljefu. Ovaj špiljski hram južnokorejska vlada klaisfificira kao Nacionalno blago br. 24.
Godine 1995. Seokguram je upisan na UNESCO-ov popis mjesta svjetske baštine u Aziji zajedno s hramom Bulguksa, koji se nalazi četiri kilometara zapadnije, kao "jedinstven budistički kompleks iznimnog arhitektonskog značaja".

## Povijest
Izgrađen 751. godine, desete godine vladavine kralja Kyonngdyoka od Sille, u vrijeme premijera Kim Dae-Seonga,  a dovršen je 774. godine, desetoj godini vladavine kralja Hyegonga. Izvorno se zvao Sokbulsa, što znači "Hram kamenog Bude". Kompleks hramova Seokguram i Bulguksa je ambiciozno arhitektonsko djelo kroz koje je kraljevstvo Sila željelo otkriti svijet budizma na zemaljskom svijetu. Ostvarenje "Budine zemlje" je dugo bio san naroda Silla, i oni su vjerovali kako je njihovo kraljevstvo upravo ta zemlja, zemaljski raj u zemlji Bude.
O Seokguramu gotovo da nema spomena sve do sredine vladavine dinastije Choson, kada je zabilježeno da je obnovljen 1703., i opet 1758. godine.

## Odlike
Seokguram je sagrađen od granita i najslavniji su njegovih 39 budističkih gravura na glavnom zidu prostorije i središnja skulptura Bude u sredini. Špilja se sastoji od predsoblja, hodnika, i glavne rotunde (kupolaste prostorije). Osam božanstva-čuvara su urezani u reljefu na zidovima pravokutnog predsoblja, četiri na obje strane. Dvije figure Vajradharua stoje na obje strane ulaza u hodnik koji vodi od predprostora do glavne rotunde. Četiri kralja-čuvara su urezani u parovima na obje strane suženog koridora. Na obje strane ulaza u glavnu rotundu, gdje glavni Buda stoji blago izvan centra prostorije, stoje dva osmerokutna kamena stupa. Zidovi njemu lijevo i desno su pokriveni reljefnim prikazima dvije deve, dva bodisatve i deset učenika. U sredini zida, iza glavnog Bude, je izuzetan zid s uklesanih jedanaest lica bodisatve Avalokitesvara, bodisatve suosjećanja.
Kamenje ispod svakog urezanog lika na zidovima predsoblja i glavne rotonde su također uklesani. U vrijeme gradnje ispred Avalokitesvara se nalazila mramorna stupa, ali je uklonjena tijekom japanskog kolonijalnog razdoblja. Veliki kružni lotosov cvijet je postavljen u zidu iznad Avalokitesvara, iza glavnog Bude, stvarajući iluziju aureole oko Budine glave, gledano s prednje strane. S obje strane lotosovog cvijeta ima 10 niša koje su izvorno sadržavale prikaz bodisatve ili budističkog bhakta, ali su dva sada nestala. Zasvođen strop izrađen je od kamena koji se u sredini sastaju u još jedan isklesan lotosov cvijet.
Glavni lik je Buda Šakjamuni visok 3,45 m, i postavljen na pijedestal u obliku lotosovog cvijeta. Kosa mu je čvrsto uvijena, a izbočine na vrhu glave simboliziraju vrhovnu mudrost. Ispod širokog čela obrve su mu u obliku polumjeseca s polusklopljenim očima koje gledaju prema moru na istoku. Buda je odoru prebacio preko desnog ramena, a pojedinosti ogrtača koji pokriva lijevu ruku i prsa realno su prikazani. Buda je prikazan prekriženih nogu s rukama u položaju bhumisparsha mudra, gesta kojom je Buda pozvao Zemlju kao svjedoka njegovog postizanja prosvjetiteljstva. Svi ostali likovi - Vajradhare, čuvari-kraljevi, deve, bodisatve, učenici i čuvari-božanstva - savršeno su klesani s velikom pažnjom za naturalističke pojedinosti.

## Poveznice
- Dambulla, Šri Lanka
- Špilje Yunganga, Kina
- Longmen špilje, Kina
- Mogao špilje, Kina

## Vanjske poveznice
- National Heritage: Seokguram  Arhivirana inačica izvorne stranice od 12. srpnja 2001. (Wayback Machine) (engl.)
- Cultural Heritage: Seokguram (engl.)
- Asian Historical Architecture: Seokguram (engl.)